# هزرد (کنتاکی)
هزرد (به انگلیسی: Hazard) شهری در ایالت کنتاکی کشور ایالات متحده آمریکا است که جمعیت آن در سرشماری سال ۲۰۱۰ میلادی، ۴٬۴۵۶ نفر بوده‌است.